# Korunk Szava
Korunk Szava katolikus társadalmi és kritikai folyóirat, ami 1931 júniusa és 1938. december 15-e között jelent meg kéthetente. Összesen 174 számot jelentettek meg, a betiltás vetett véget a megjelentetésnek.

## Irányvonal, munkatársak
A Széchényi György körül csoportosult fiatal katolikus írók és újságírók indították, akik a katolikus egyház által képviselt konzervativizmustól éppen úgy elhatárolták magukat, mint a Horthy-rendszert támogató jobboldali radikalizmustól. Indulásának éve szimbolikus, 1931-ben a XI. Piusz pápa által kiadott Quadragesimo anno kezdetű enciklikája után indult a folyóirat, részben az által ihletve. Demokratikus szellemben foglalkoztak koruk társadalmi és kulturális kérdéseivel, lapjuknak kritikai rovata is volt. Hitler hatalomra jutása után erősödött a lap antifasizmusa.
1932-ben Prohászka-emlékszámmal emlékeztek meg a hazai keresztényszocializmus nagy alakjáról. 
A lapot Széchényi György, Aradi Zsolt, Balla Borisz, majd Katona Jenő szerkesztette. Balla Borisz mellett a lap főmunkatársa Mihelics Vid volt. 1938. szeptember 1-től háromtagú szerkesztőbizottság irányította a lapot: Szekfű Gyula, Horváth Sándor, Molnár Kálmán. Rendszeres publikált még a lapban Barankovics István, Eckhardt Tibor, Kovrig Béla és Rónay György is.
A lap munkatársai körébe tartozott Gogolák Lajos, Horváth Richárd, Just Béla, Kézai Béla, Possonyi László.
1935-ben a lap munkatársainak egy része (Aradi Zsolt, Balla Borisz, Mihelics Vid és Possonyi László) kivált és Új Kor címen alapított lapot.

## Repertórium
- A Korunk Szava repertóriuma : 1931-1938 / összeáll. Galambos Ferenc. 2014. OSZK, MEK